# Bruno Rubeo
Bruno Rubeo (Roma, 26 ottobre 1946 – Foligno, 3 novembre 2011) è stato uno scenografo italiano.
Ha ricevuto il Nastro d'argento alla migliore scenografia 2006 per il film Il mercante di Venezia.

## Carriera
Fu candidato al Premio Oscar nella categoria Oscar alla migliore scenografia per il film A spasso con Daisy (1989) diretto da Bruce Beresford e sceneggiato da Alfred Uhry. Dall'inizio della sua carriera ha lavorato con registi statunitensi, in particolare Oliver Stone e poi Taylor Hackford (Patto di sangue (1993), L'ultima eclissi (1995), L'avvocato del diavolo (1997), Rapimento e riscatto (2000) e Love Ranch (2010). Ha inoltre recitato in due film, Salvador (1986) e Talk Radio (1988).

## Filmografia

### Scenografo
- Spring Fever, regia di Joseph L. Scanlan (1982)
- Salvador, regia di Oliver Stone (1986)
- Platoon, regia di Oliver Stone (1986)
- Treasure of the Moon Goddess, regia di José Luis García Agraz (1987)
- Walker - Una storia vera (Walker), regia di Alex Cox (1987)
- Talk Radio, regia di Oliver Stone (1988)
- Legami di sangue (Blood Red), regia di Peter Masterson  (1989)
- Old Gringo - Il vecchio gringo (Old Gringo), regia di Luis Puenzo (1989)
- Nato il quattro luglio (Born on the Fourth of July), regia di Oliver Stone (1989)
- A spasso con Daisy (Driving Miss Daisy ), regia di Bruce Beresford (1989)
- Un poliziotto alle elementari (Kindergarten Cop), regia di Ivan Reitman (1990)
- Sommersby (1993), regia di Jon Amiel
- Patto di sangue (Blood In Blood Out), regia di Taylor Hackford (1993)
- Il cliente (The Client), regia di Joel Schumacher (1994)
- L'ultima eclissi (Dolores Claiborne), regia di Taylor Hackford (1995)
- Conflitti del cuore (The Evening Star), regia di Robert Harling (1996)
- L'avvocato del diavolo (The Devil's Advocate), regia di Taylor Hackford (1997)
- Falso tracciato, regia di Mike Newell (1999)
- Gioco a due (The Thomas Crown Affair), regia di John McTiernan (1999)
- Rapimento e riscatto (Proof of Life), regia di Taylor Hackford (2000)
- Il mercante di Venezia (The Merchant of Venice), regia di Michael Radford (2004)
- The Great Raid - Un pugno di eroi (The Great Raid), regia di John Dahl (2005)
- Love Ranch, regia di Taylor Hackford (2010)

### Attore
- Salvador, regia di Oliver Stone (1986)
- Talk Radio, regia di Oliver Stone (1988)

## Riconoscimenti
Nastro d'argento alla migliore scenografia:
- 2006: Il mercante di Venezia